# Jedediah M. Grant
Jedediah Morgan Grant (ur. 21 lutego 1816 w Union, zm. 1 grudnia 1856 w Salt Lake City) – amerykański przywódca religijny i polityk.

## Życiorys
Urodził się w Union w stanie Nowy Jork, jako syn Joshuy Granta oraz Athalii Howard. Zetknął się z niedawno zorganizowanym Kościołem Jezusa Chrystusa Świętych w Dniach Ostatnich, został ostatecznie członkiem tej wspólnoty religijnej. Ochrzczony został 21 marca 1833 przez Johna F. Boyntona. Wraz ze współwyznawcami wyemigrował do Kirtland, brał udział w ekspedycji do Missouri w 1834. W tym samym roku wyświęcony został na starszego. Pracował przy budowie świątyni mormońskiej w Kirtland. Wyświęcony na siedemdziesiątego przez Josepha Smitha w lutym 1835. Zaangażowany w działalność misyjną młodego Kościoła, brał udział w misjach do Nowego Jorku (1836–1837) i Karoliny Północnej (1837). 
Wyemigrował następnie do Missouri, osiadł w zasiedlonym przez mormonów Far West (październik-listopad 1838). Wydalony z tego stanu, podobnie jak inni członkowie Kościoła, przeniósł się do hrabstwa Knox w stanie Illinois (grudzień 1838). Ponownie wysłany na misję, udał się ponownie do Karoliny Północnej, służył też w Wirginii. Przewodniczył gminie w Filadelfii (1843–1844, 1844–1845). Włączony do Rady Pięćdziesięciu 25 kwietnia 1844, ponownie wysłany na misję, został z niej wszakże odwołany niedługo później. Przeniósł się do Winter Quarters w dzisiejszej Nebrasce w lutym 1846. Zaangażowany w organizację mormońskiej migracji na zachód, przywiódł jedną z grup świętych w dniach ostatnich do późniejszego Salt Lake City, między czerwcem a październikiem 1847. Szybko zaangażował się w życie polityczne Terytorium Utah, został wybrany przewodniczącym jego parlamentu (13 grudnia 1852). Od 1851 aż do śmierci piastował funkcję pierwszego burmistrza Salt Lake City.
Wyświęcony na apostoła, choć nie został włączony do Kworum Dwunastu Apostołów (1854). Był drugim doradcą w Pierwszym Prezydium Kościoła (1854–1856). Zmarł w Salt Lake City. Był ojcem Hebera J. Granta, prezydenta Kościoła w latach 1918–1945 oraz pradziadkiem filozofa i pisarza Trumana G. Madsena. Znany ze zdolności oratorskich. Jego emocjonalne przemówienia w okresie nazywanym mormońską reformacją (1856–1857), przyniosły mu miano młota kowalskiego (Brigham's Sledgehammer).
Siostry Granta, kolejno Caroline (1814–1845) oraz Roxie Ann (1825–1900) poślubiły Williama Smitha, trzeciego patriarchę Kościoła.